# La Liga 1956-1957
Statisticile pentru sezonul La Liga 1956–57.
La acest sezon au participat următoarele cluburi:
| - Atlético Bilbao - Atlético Madrid - CF Barcelona - CD Condal - Deportivo de La Coruña - RCD Español - Celta de Vigo - Osasuna |  | - Real Jaén - Real Madrid - Real Sociedad - Sevilla CF - UD Las Palmas - Valencia CF - Real Valladolid - Real Zaragoza |

## Clasament
| Poziție | Club                   | Meciuri jucate | V  | E | Î  | GÎ | GP | Puncte | A   | Comentarii                       |
| ------- | ---------------------- | -------------- | -- | - | -- | -- | -- | ------ | --- | -------------------------------- |
| 1       | Real Madrid            | 30             | 20 | 4 | 6  | 74 | 35 | 44     | +39 | Champion of La Liga European Cup |
| 2       | Sevilla CF             | 30             | 17 | 5 | 8  | 64 | 49 | 39     | +15 | European Cup                     |
| 3       | CF Barcelona           | 30             | 16 | 7 | 7  | 70 | 37 | 39     | +33 |                                  |
| 4       | Atlético Bilbao        | 30             | 16 | 5 | 9  | 59 | 45 | 37     | +14 |                                  |
| 5       | Atlético Madrid        | 30             | 15 | 4 | 11 | 65 | 54 | 34     | +20 |                                  |
| 6       | Osasuna                | 30             | 12 | 7 | 11 | 40 | 38 | 31     | +2  |                                  |
| 7       | RCD Español            | 30             | 11 | 8 | 11 | 39 | 48 | 30     | -9  |                                  |
| 8       | Real Valladolid        | 30             | 11 | 6 | 13 | 52 | 58 | 28     | -6  |                                  |
| 9       | Real Zaragoza          | 30             | 11 | 6 | 13 | 37 | 51 | 28     | -14 |                                  |
| 10      | UD Las Palmas          | 30             | 9  | 9 | 12 | 41 | 58 | 27     | -17 |                                  |
| 11      | Valencia CF            | 30             | 10 | 7 | 13 | 43 | 46 | 27     | -3  |                                  |
| 12      | Real Sociedad          | 30             | 9  | 8 | 13 | 39 | 47 | 26     | -8  |                                  |
| 13      | Celta de Vigo          | 30             | 8  | 7 | 15 | 39 | 47 | 23     | -8  |                                  |
| 14      | Real Jaén              | 30             | 9  | 5 | 16 | 37 | 55 | 23     | -18 |                                  |
| 15      | Deportivo de La Coruña | 30             | 10 | 2 | 18 | 41 | 61 | 22     | -20 | Retrogradată în Segunda División |
| 16      | CD Condal1             | 30             | 7  | 8 | 15 | 37 | 57 | 22     | -20 | Retrogradată în Segunda División |

1 CD España Industrial a fost redenumită CD Condal în 1956.

## Trofeul Pichichi
| Marcatori          | Goluri | Club        |
| ------------------ | ------ | ----------- |
| Alfredo Di Stéfano | 31     | Real Madrid |

| Campioni                   |
| -------------------------- |
| Real Madrid Al 5-lea titlu |